# Orchard Hills
Orchard Hills és una concentració de població designada pel cens dels Estats Units a l'estat de Pennsilvània. Segons el cens del 2000 tenia 2.152 habitants.

## Demografia
Segons el cens del 2000, Orchard Hills tenia 2.152 habitants, 837 habitatges, i 621 famílies. La densitat de població era de 212 habitants/km².
Dels 837 habitatges en un 31,1% hi vivien nens de menys de 18 anys, en un 59,1% hi vivien parelles casades, en un 10,5% dones solteres, i en un 25,8% no eren unitats familiars. En el 21,4% dels habitatges hi vivien persones soles el 10,5% de les quals corresponia a persones de 65 anys o més que vivien soles. El nombre mitjà de persones vivint en cada habitatge era de 2,55 i el nombre mitjà de persones que vivien en cada família era de 2,95.
Per edats la població es repartia de la següent manera: un 23,4% tenia menys de 18 anys, un 6,6% entre 18 i 24, un 28,8% entre 25 i 44, un 23,3% de 45 a 60 i un 17,9% 65 anys o més.
L'edat mediana era de 40 anys. Per cada 100 dones de 18 o més anys hi havia 94,6 homes.
La renda mediana per habitatge era de 30.403 $ i la renda mediana per família de 36.000 $. Els homes tenien una renda mediana de 31.406 $ mentre que les dones 21.553 $. La renda per capita de la població era de 15.105 $. Entorn del 16% de les famílies i el 17,9% de la població estaven per davall del llindar de pobresa.

## Poblacions més properes
El següent diagrama mostra les poblacions més properes.